# Commissione antimafia della Repubblica di San Marino

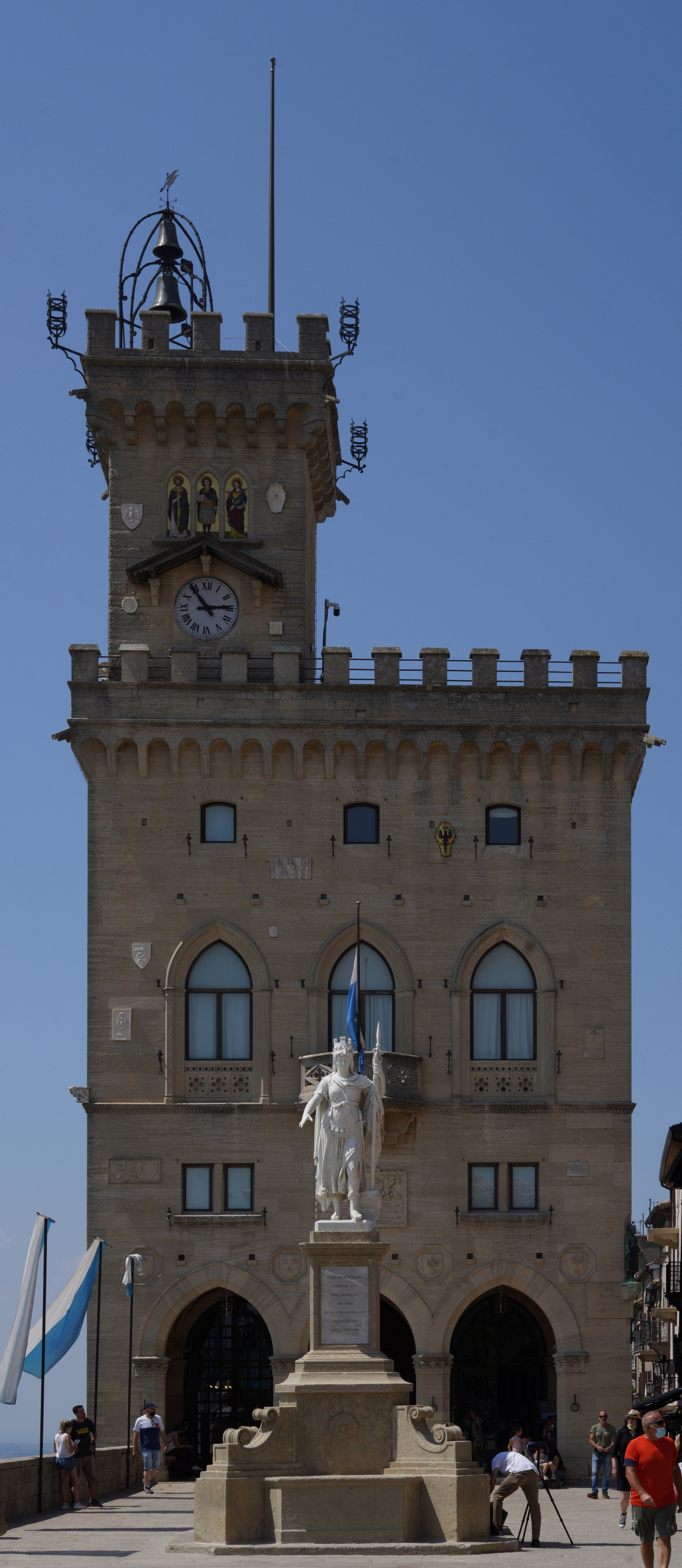
Il Palazzo Pubblico di San Marino, sede non fissa della Commissione antimafia della Repubblica di San Marino.

La Commissione antimafia della Repubblica di San Marino (denominata ufficialmente Commissione Consiliare sul fenomeno delle infiltrazioni della criminalità organizzata), è un organismo del Consiglio Grande e Generale.

## Funzioni e storia
È una commissione speciale permanente del Consiglio Grande e Generale composta da 8 consiglieri, la commissione è costituita da 4 consiglieri della maggioranza e 4 dell'opposizione e il presidente è scelto tramite la votazione tra i componenti, la commissione è nata in seguito al progetto di legge presentato dal segretario di Stato alla Giustizia, Augusto Casali che è stata votata all'unanimità il 28 settembre 2011, è stata creata in seguito alla vicenda "FINCAPITAL" che ha coinvolto anche il politico sammarinese Gabriele Gatti.
La Commissione è diventata operativa il 21 novembre 2011, l'organismo si riunisce almeno una volta a settimana e informa della sua attività solo con comunicati stampa e si può riunire in posti diversi dal Palazzo Pubblico a discrezione del presidente.
I decreti di istituzione sono la Legge 22 luglio 2011 n. 107 "Istituzione di una Commissione Consiliare sul fenomeno delle infiltrazioni della criminalità organizzata"e la Legge 27 ottobre 2011 n.175  "Attribuzione delle funzioni d'inchiesta alla Commissione Consiliare sul fenomeno delle infiltrazioni della criminalità organizzata".

## Membri 2013-2016
- Gian Nicola Berti, NS
- Luca Beccari, PDCS
- Augusto Casali, PS
- Ivan Foschi, SU
- Gerardo Giovagnoli, PSD
- Marco Podeschi, UR
- Mario Lazzaro Venturini, AP
- Gian Matteo Zeppa, MR